# Comté de Fremont (Iowa)
Pour les articles homonymes, voir Comté de Fremont.
Le comté de Fremont est un comté de l'État de l'Iowa, aux États-Unis.